# Paltin
Paltin est une commune roumaine située dans le județ de Vrancea.